# Volcán San Pablo
El San Pablo es un volcán de 6092 metros de altitud, junto con su vecino el Volcán San Pedro (Chile), dominan la vista del desierto en la Región de Antofagasta, debido a que no hay ninguna otra cumbre a los alrededores que se compare con estas moles de roca.

## Ubicación
Situado al noreste de la ciudad de Calama, este gigante del desierto  se caracteriza por poseer un enorme cráter en la cumbre, por suerte es un volcán dormido, pero se deduce que alguna vez en la historia tuvo un periodo de actividad volcánica, por su color oscuro en la pared, muestra este tipo de color que el volcán tuvo lava constantemente en su cima y alrededores.

## HistoriaInca
Los volcanes  San Pablo y Volcán San Pedro están situados en zona de alta influencie incaica (Cultura Inca), pero en la cima de los volcanes, ni en los alrededores se presenta muestras de su existencia en la zona de estos volcanes.

## Ascensión
La primera ascensión registrada en el volcán fue en el año del Centenario de Chile, en 1910. Lamentablemente se desconoce los autores de la hazaña en 1910.
La mejor temporada para ascender el volcán es entre los meses de abril y diciembre.